# Dianella tenuissima
Dianella tenuissima là một loài thực vật có hoa trong họ Thích diệp thụ. Loài này được G.W.Carr mô tả khoa học đầu tiên năm 2006.